# 10-es metró (Párizs)
A párizsi 10-es metró, Párizs tizedik metróvonala, melynek első szakaszát 1923. december 30-án nyitották meg. Jelenleg Boulogne – Pont de Saint-Cloud és Gare d’Austerlitz között épült meg. Éves forgalma alapján a legkevésbé zsúfolt metróvonal Párizsban a 16 vonal közül, évente átlagosan "csak" 40 411 431 fő utazik rajta.